# Ferrotramviaria
Ferrotramviaria S.p.A. er et privat trafikselskab, der driver tog- og bustrafik omkring Bari i den italienske region Apulien.
Selskabet driver følgende jernbanestrækninger:
- Bari-Barletta banen
- Baris bybane (servizio ferroviario metropolitano di Bari)